# Willy Goldberger
Willy Goldberger, född Wilhelm Goldberger 25 juli 1898 i Berlin i Tyskland, död på 1960-talet i Spanien, var en tysk-spansk fotograf.
Goldberger var verksam som fotograf från 1915 i Tyskland, Frankrike, Nederländerna, Sverige och från mitten av 1930-talet i Spanien. 

## Filmfoto i urval
- 1940 – Än en gång Gösta Ekman
- 1938 – Kamrater i vapenrocken
- 1937 – En sjöman går iland
- 1937 – Lyckliga Vestköping
- 1937 – Häxnatten
- 1937 – En flicka kommer till sta'n